# Гречані Поди
Гречані Поди (до 2016 року — Рози Люксембург) — село в Україні, у Гречаноподівській сільській громаді, Криворізького району, Дніпропетровської області. Є адміністративним центром Гречаноподівської сільської громади.
Орган місцевого самоврядування — Гречаноподівська сільська рада. Населення становить 634 особи.

## Географія
Село Гречані Поди розташоване на відстані 1,5 км від села Калинівка та за 2,5 км від села Красний Під.

## Населення

### Мова
Розподіл населення за рідною мовою за даними перепису 2001 року:
| Мова            | Відсоток |
| --------------- | -------- |
| українська      | 87,9 %   |
| російська       | 8,8 %    |
| білоруська      | 1,6 %    |
| вірменська      | 1,3 %    |
| інші/не вказали | 0,4 %    |

## Економіка
- КП «Дар».
- ПАФ «Нійоле».
- ТОВ «АФ Південь-ЗЕРНОТРЕЙД».

## Об'єкти соціальної сфери
- Гречаноподівський ліцей Гречаноподівської сільської ради Криворізького району Дніпропетровської області.
- Будинок культури.

## Релігія
В селі розташований Храм Різдва Пресвятої Богородиці ПЦУ (вул. Сипаренка, 32).

## Відомі люди
- Денисюк Василь Захарович (1982—2015) — український військовик, молодший сержант Збройних сил України, учасник російсько-української війни.